# ای‌بی‌ام ایر
ای‌بی‌ام ایر (به انگلیسی: ABM Air) یک شرکت هواپیمایی است. دفتر مرکزی ای‌بی‌ام ایر در فرودگاه بین‌المللی و. س. برد، آنتیگوا، آنتیگوا و باربودا واقع شده‌است و قطب این شرکت هواپیمایی در فرودگاه بین‌المللی و. س. برد قرار دارد و به ۳ مقصد، پرواز انجام می‌دهد.